# 北京市育英中学
北京市育英中学是中国北京市海淀区一所中学。始建于1948年，现任校长为徐素霞。

## 校史
育英中学始建于1948年，其前身为中共中央直属机关育英小学校。建校地点在当时党中央所在河北省平山县西柏坡，杨尚昆同志任董事长，1949年随党中央机关迁入北京。1958年分为中学部和小学部。中学部即现在的育英中学，但后来育英学校又于1970年复设中学部，目前两校仅一路之隔。2012年2月28日，在育英中学的該校区发生一起坠楼事件。

## 学校特色
学校教学质量高已闻名遐迩。在“注重基础、狠抓落实、提高能力、整体优化”等方面形成了学校管理特色。自2002年起增设英语实验班。

## 荣誉
- “北京市优秀家长学校”

- “全国先进家长学校”

- “海淀区科技先进校”

- “科技示范校”

- “OM”代表队在全国、北京市头脑奥林匹克大赛中多次获第一名[來源請求]

- 校民乐团享誉海内外[來源請求]

## 校园
学校设有综合教学楼（南北两座）、实验楼、音体美楼。
采用现代化教学手段，配备先进的教学设备，设有计算机房、多媒体教室、多功能厅、排练厅等，并建成了校园网、电子备课室。

## 意外事件
2012年2月28日，育英中学发生一起女生坠楼事件。根据京华时报的报道，上午9点半，正值北京市育英中学课间操时间，几乎所有的同学都在操场上。就在这时，一名高二女生裸身从教学北楼四层窗口坠下。海淀警方证实，女生送医院后不治身亡，目前已排除刑事案件可能，具体情况还在进一步调查中。
事发后，校方禁止该校学生向外透露此事细节，目前没有更多可参考的信息。